# 小田原市城山陸上競技場
小田原市城山陸上競技場（おだわらししろやまりくじょうきょうぎじょう）は、神奈川県小田原市の運営する陸上競技場である。

## 概要
- 所在地：神奈川県小田原市城山2丁目29番地1号
- 日本陸上競技連盟第2種公認
- 収容人数：
- 照明：
- フィールド内面積：
- トラック：一周400m／8レーン（全天候舗装）
- 得点板

## 開催大会
- 秩父宮賜杯実業団・学生対抗陸上競技大会

## 逸話
1958年（昭和33年）9月14日、安田矩明が棒高跳で4m36を跳び、21年ぶりに日本新記録（当時）を更新した競技場である。
1970年（昭和45年）6月7日に開催された秩父宮賜杯実業団・学生対抗陸上競技大会の男子走幅跳にて、山田宏臣（東京急行電鉄）が8メートル01をマークし、南部忠平が1931年（昭和6年）10月27日にマークした7メートル98を39年ぶりに更新する日本新記録を樹立した競技場としても知られる。これを記念して山田宏臣に競技場の踏切板が小田原市より贈呈された。